# Vonone del Sakastan
Vonone, scritto anche Vovone (in greco: ΟΝΩΝΟΥ Onōnou; ... – 57 a.C.) è stato un re iranico, che governò Sakastan dal 75 a.C. al 57 a.C..
Durante l'ultima parte del suo regno, estese il suo dominio fino a Taxila, nell'India settentrionale, coniando monete con il titolo di Re dei Re. Vonone era un rivale del primo monarca indo-scita Maues (98/85-60/57 a.C.), che rivendicava anch'egli il titolo di Re dei Re. Entrambi si contendevano il potere sulle regioni dell'Aracosia, della Valle di Kabul, del Ghandhara e di Taxila.

## Biografia
Le origini di Vonone sono incerte. Il suo nome (che significa "vincitore") era di origine partica, usato dalla famiglia reale arsacide dell'Iran. Per questo motivo, sono state avanzate argomentazioni a favore di un'origine partica, collegato alla famiglia aristocratica dei Surenide. Secondo l'iranologo Khodadad Rezakhani, Vonone apparteneva alla famiglia reale arsacide. Altri, invece, sostengono che fosse un indo-scita, a prescindere dal suo nome partico. La leggenda delle monete di Vonone riportava anche il nome di due suoi comandanti Spalahores e Spalirisos, indicati come "fratello del re". Studiosi come R.C. Senior e Rezakhani ritengono che le due figure fossero effettivamente fratelli di Vonone, mentre altri come K.W. Dobbins sostengono che si trattasse di un titolo onorifico attribuito a loro, che egli considerava satrapi di Saci.
Un argomento importante contro la proposta di una relazione di sangue tra Vonone e i due comandanti è dovuto al fatto che entrambi avevano nomi Saci, contrariamente al nome partico di Vonone. Saghi Gazerani ha suggerito che dopo la riconquista arsacide di Sakastan (tra il 124 a.C. e il 115 a.C.), che fu data in feudo al generale Surena che guidava la spedizione, i Surena (che divennero indipendenti dopo l'88 a.C.) e i Saci divennero strettamente legati, presumibilmente attraverso alleanze e matrimoni. [In effetti, i Parti e i Saci sono spesso confusi nella letteratura indiana. L'eroe mitologico iraniano Rostam (che era originario del Sakastan) è menzionato nelle tradizioni iraniane sia come Parti che come Saci, a sostegno di questa doppia identità.
A Vonone succedette Spalahores. Il figlio e successore di quest'ultimo, Spalagadames, è stato suggerito da Rezakhani come la stessa figura del primo re indo-partico, Gondofare (19-46 d.C.).